# Babrishka Dageago
Babrishka Dageago (* 1998 oder 1999) ist eine nauruische Leichtathletin und Behindertensportlerin, die den Inselstaat bei den Special Olympics World Summer Games 2019, ausgetragen in Abu Dhabi (Vereinigte Arabische Emirate), repräsentierte.

## Biographie
Der nationale Verband Special Olympics Nauru beteiligte sich im März 2019 zum ersten Mal an den Special Olympics für Menschen mit geistiger Behinderung und Mehrfachbehinderung. Gemeinsam mit Jennita Daoe, Sisqo Cain und Stanford Tsiode gehörte auch Dageago dem Nationalkader bei den Summer Games an. Sie wurde im Wettbewerb über 100 Meter disqualifiziert („Technical DQ“) und konnte dadurch als einzige Teilnehmerin Naurus keine Medaille gewinnen. Anfang 2021 wurde Dageago im nauruischen Parlament für die Teilnahme an den Wettbewerben ausgezeichnet.